# Dillon River (Peter Pond Lake)
Der Dillon River ist ein 178 km langer Zufluss des Peter Pond Lake in den kanadischen Provinzen Alberta und Saskatchewan. Der Fluss wurde von J. N. Wallace, einem Landvermesser der Regierung, nach einem Familienmitglied benannt.

## Verlauf
Der Dillon River entspringt in einem Sumpfgebiet im Nordosten von Alberta auf einer Höhe von etwa 710 m 19 km östlich vom Winefred Lake. Der Dillon River fließt anfangs in nördlicher Richtung. Später wendet er sich in Richtung Nordnordost. Das Einzugsgebiet in Alberta liegt im Dillon River Wildland Provincial Park, ein Provinzpark ohne Infrastruktur, in dem nur wildes Zelten („Random backcountry camping“) erlaubt ist. Der Dillon River überquert die Provinzgrenze nach Saskatchewan und nimmt den Clatto Creek rechtsseitig auf. Der Dillon River erreicht den Barney Lake, den er durchfließt und dabei seine Fließrichtung nach Südosten ändert. Der Dillon River durchfließt wenig später den Dillon Lake. Unterhalb diesem wendet sich der Dillon River in Richtung Ostnordost. Bei Flusskilometer 33 nimmt er noch den Nipin River als größeren Nebenfluss rechtsseitig auf. Im Anschluss fließt der Dillon River nach Norden und mündet westlich der Ortschaft Dillon in das Südwestufer des nördlichen Teilsees des Peter Pond Lake. Der Highway 925 überquert den Dillon River 7,5 km oberhalb der Mündung. Der Dillon River entwässert ein etwa 4350 km² großes Areal.